# Aree naturali protette del Lazio
Le aree naturali protette del Lazio occupano il 13,5% del territorio regionale circa.
La Regione Lazio ha istituito un Sistema regionale delle aree naturali protette del Lazio (vedi le LR n. 46/1977 e LR n.29/1997), in continuo divenire a seguito di nuove designazioni di aree. Il sistema è costituito da un insieme articolato di riserve, parchi e monumenti naturali, a cui si aggiungono le aree protette statali, parchi nazionali, riserve statali e aree marine protette. L’insieme delle aree protette tutela il vasto patrimonio di biodiversità e geodiversità regionale e il ricco patrimonio storico e culturale, e favorisce inoltre lo sviluppo sostenibile delle attività agricole, forestali, il mantenimento delle attività artigianali tradizionali richiamando un vivace turismo responsabile.
Nel Lazio sono presenti, 110 aree naturali protette: 
- 3 Parchi Nazionali istituiti ai sensi della Legge 6 dicembre 1991, n. 394 Legge quadro sulle aree protette.
- 2 Aree Naturali Marine Protette istituite ai sensi della Legge 6 dicembre 1991, n. 394 Legge quadro sulle aree protette.
- 4 Riserve Naturali Statali istituite ai sensi della Legge 6 dicembre 1991, n. 394 Legge quadro sulle aree protette.
- 16 Parchi Naturali Regionali istituiti ai sensi dell’art. 5 della Legge regionale 29 del 6 ottobre 1997
- 31 Riserve Naturali Regionali istituiti ai sensi dell’art. 5 della Legge regionale 29 del 6 ottobre 1997
- 54 Monumenti Naturali istituiti ai sensi dell’art. 6 della Legge regionale 29 del 6 ottobre 1997.

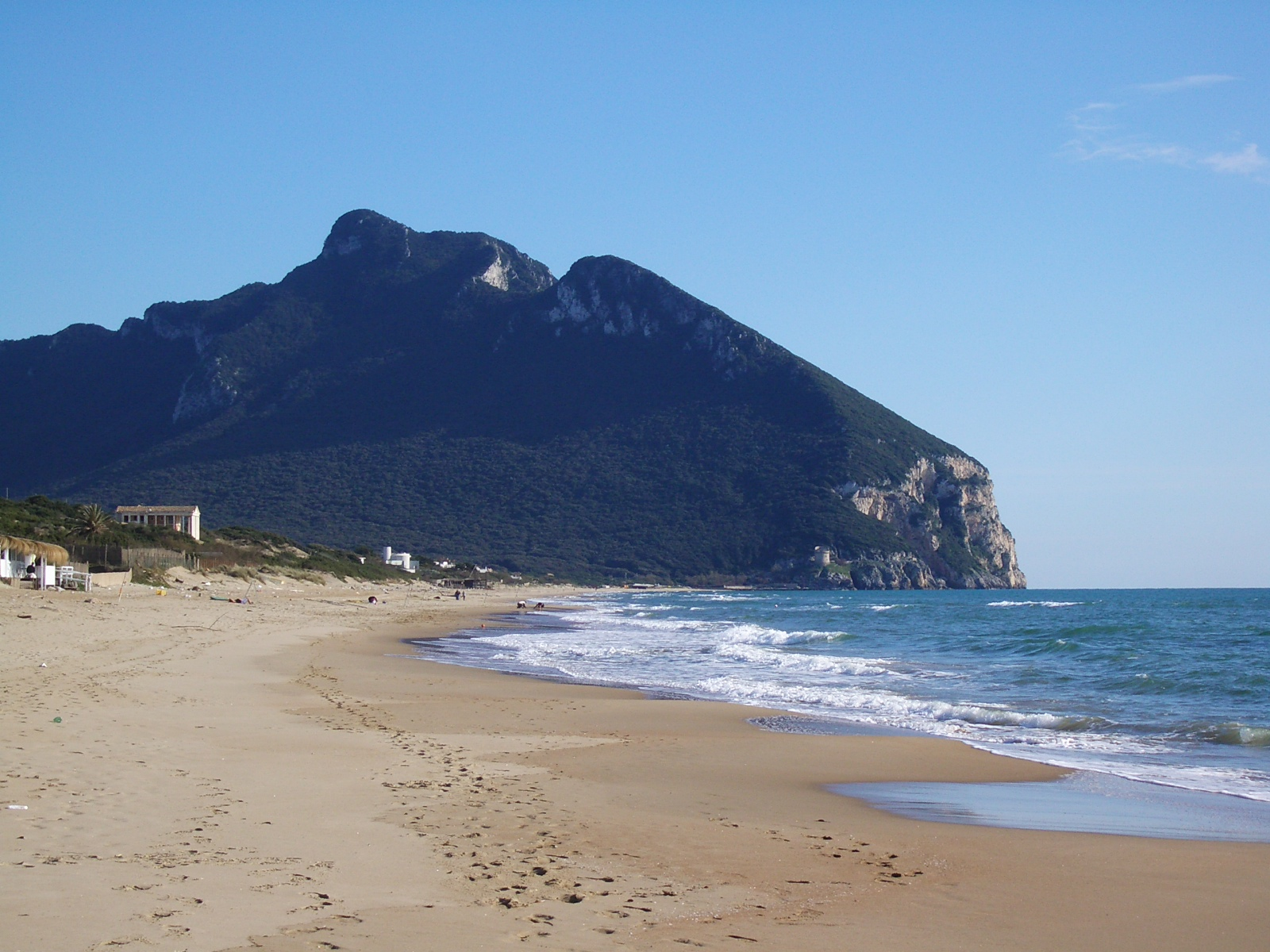
Parco nazionale del Circeo

## Parchi nazionali
- Parco nazionale d'Abruzzo, Lazio e Molise in provincia di Frosinone
- Parco nazionale del Circeo in provincia di Latina
- Parco nazionale del Gran Sasso e Monti della Laga in provincia di Rieti

## Parchi regionali

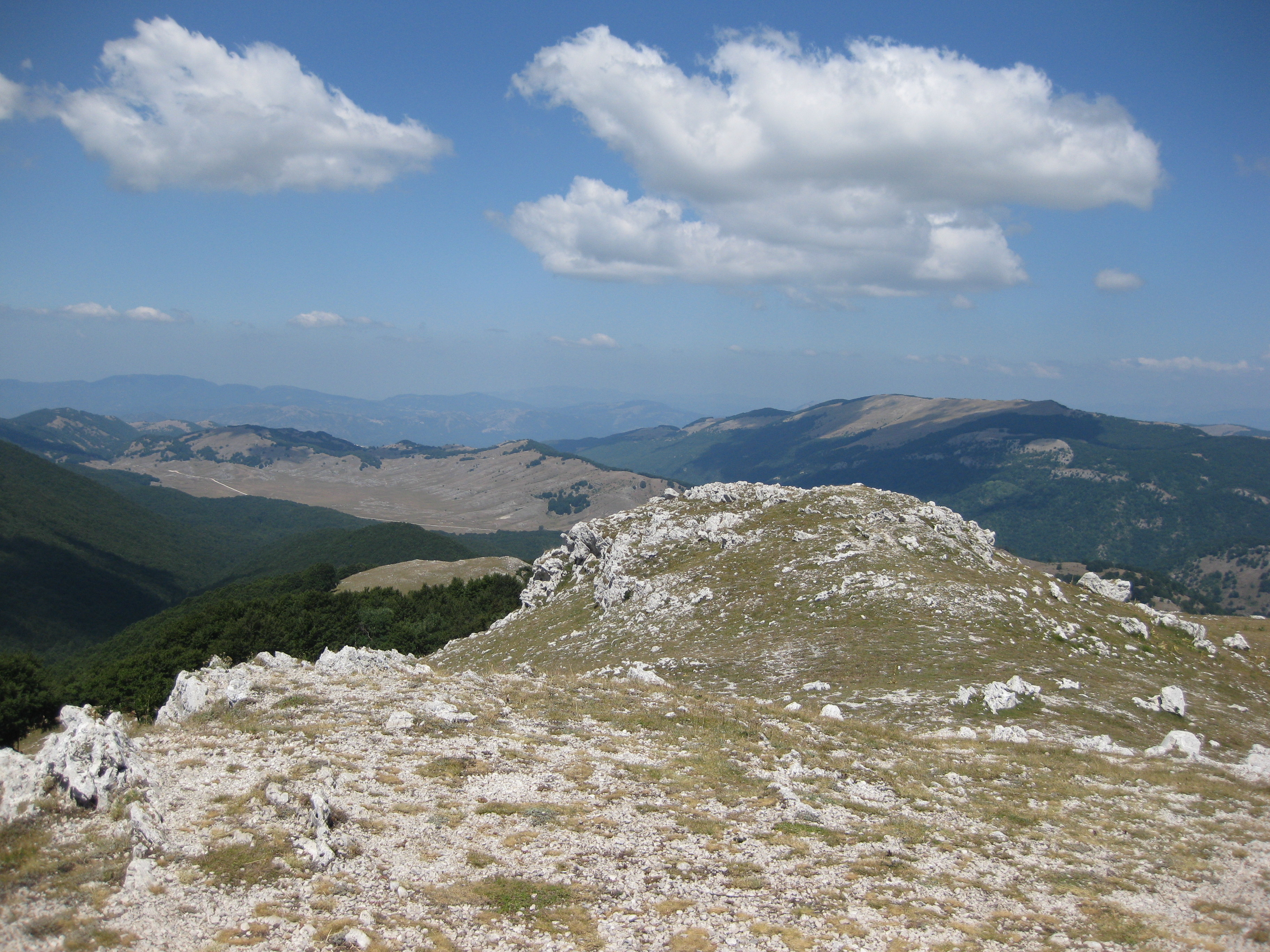
Parco naturale regionale Monti Simbruini

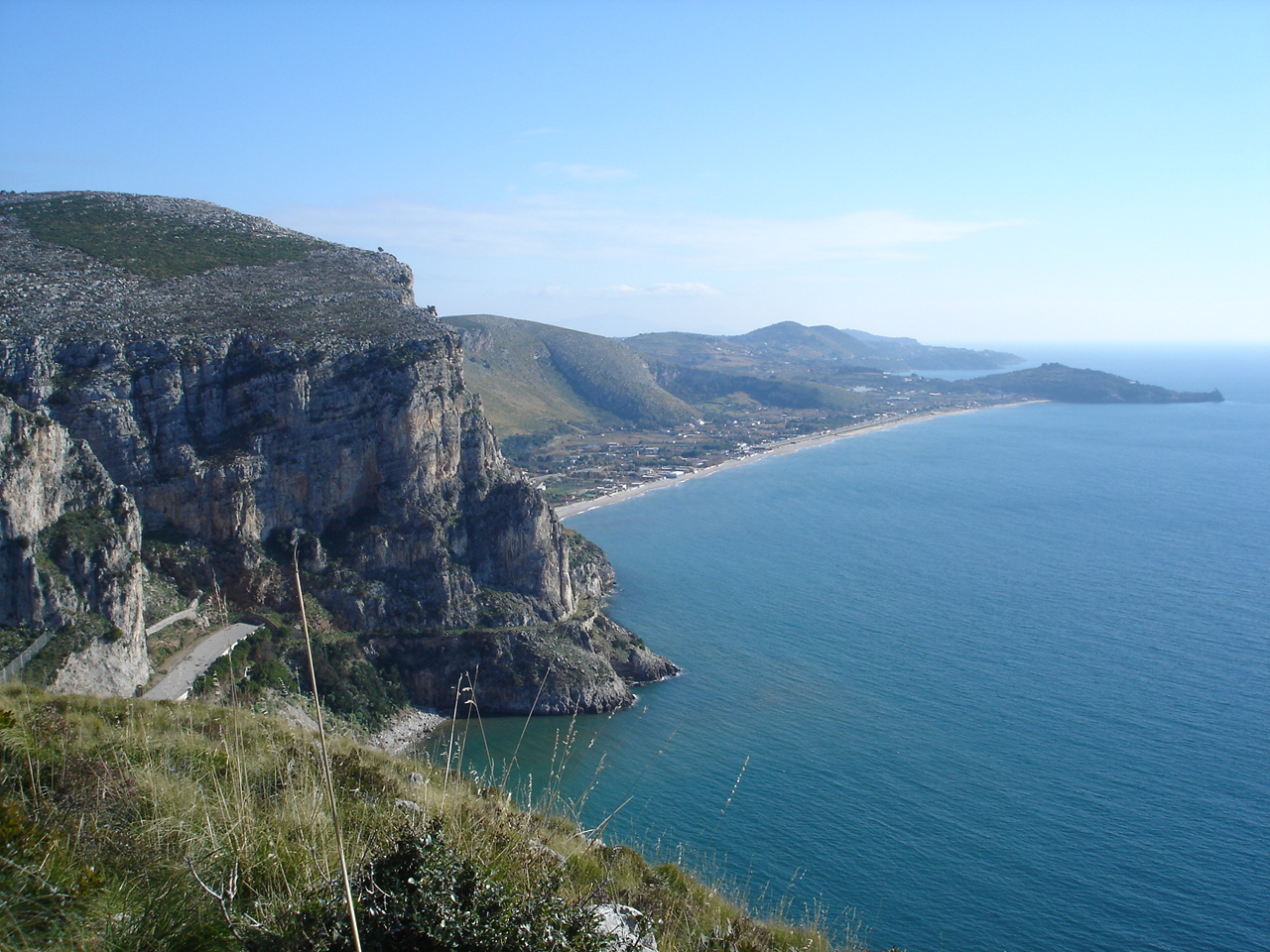
Parco regionale Riviera di Ulisse

- Parco naturale regionale Aguzzano in Citta' Metropolitana di Roma Capitale
- Parco naturale regionale Appia antica in Citta' Metropolitana di Roma Capitale
- Parco naturale regionale Bracciano - Martignano in Citta' Metropolitana di Roma Capitale e in provincia di Viterbo
- Parco naturale regionale Castelli Romani in Citta' Metropolitana di Roma Capitale
- Parco naturale regionale Gianola e Monte di Scauri in provincia di Latina
- Parco naturale regionale Inviolata in Citta' Metropolitana di Roma Capitale
- Parco naturale regionale Marturanum in provincia di Viterbo
- Parco naturale regionale Monte Orlando in provincia di Latina
- Parco naturale regionale Monti Aurunci in provincia di Frosinone e in provincia di Latina
- Parco naturale regionale Monti Ausoni e Lago di Fondi  in provincia di Frosinone e in provincia di Latina
- Parco naturale regionale dei Monti Lucretili in provincia di Rieti e in Citta' Metropolitana di Roma Capitale
- Parco naturale regionale Monti Simbruini in provincia di Frosinone e in Citta' Metropolitana di Roma Capitale
- Parco naturale regionale Parco dell'antichissima Città di Sutri in provincia di Viterbo
- Parco naturale regionale Pineto in Citta' Metropolitana di Roma Capitale
- Parco naturale regionale Valle del Treja in Citta' Metropolitana di Roma Capitale e in provincia di Viterbo
- Parco naturale regionale Veio in Citta' Metropolitana di Roma Capitale

## Riserve naturali statali

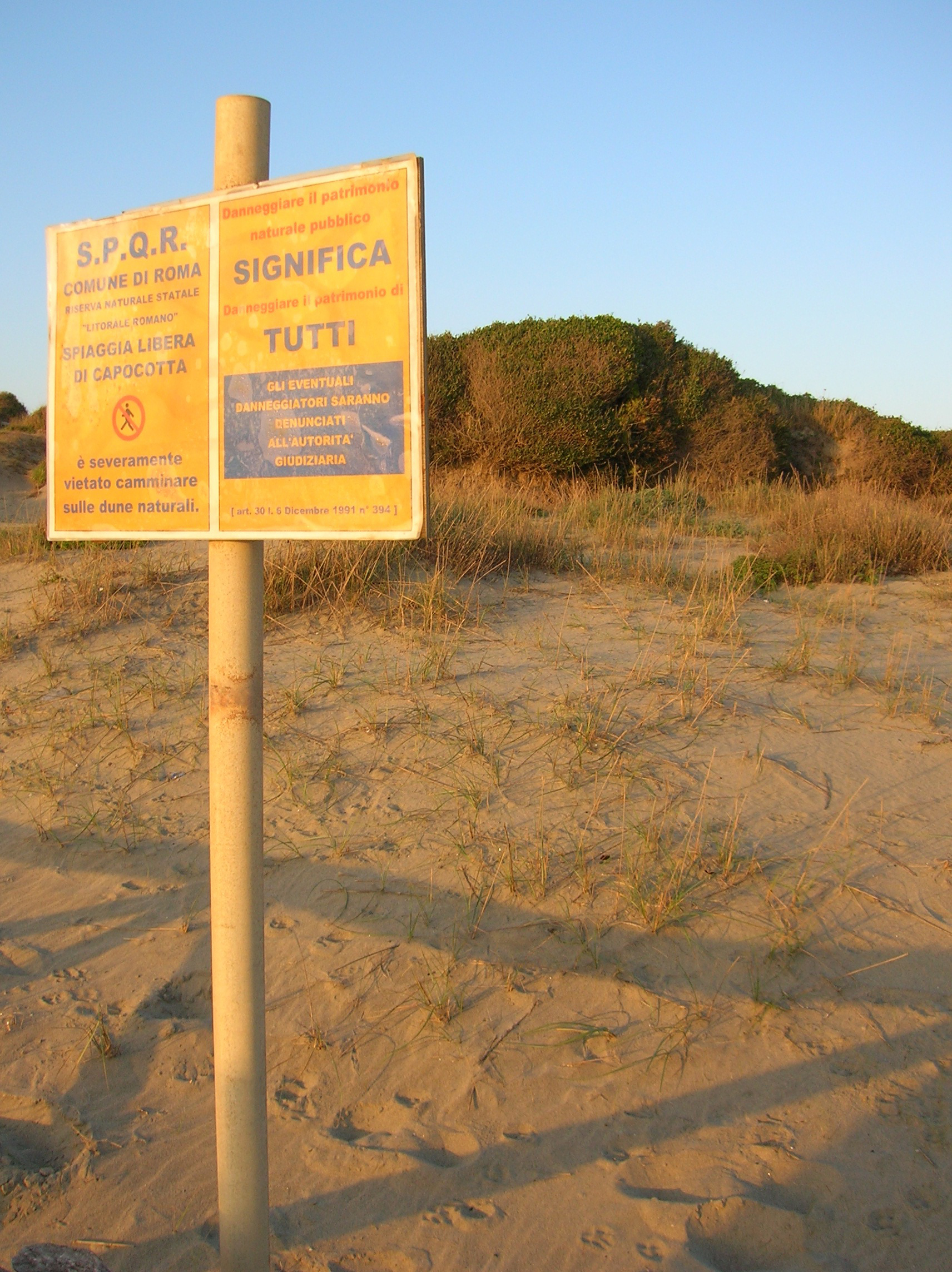
Riserva naturale Litorale romano

- Riserva naturale statale Litorale Romano in Citta' Metropolitana di Roma Capitale
- Riserva naturale statale Isole di Ventotene e Santo Stefano  in provincia di Latina
- Riserva naturale statale Tenuta di Castelporziano in Citta' Metropolitana di Roma Capitale
- Riserva naturale statale Salina di Tarquinia  in provincia di Viterbo

## Riserve naturali regionali

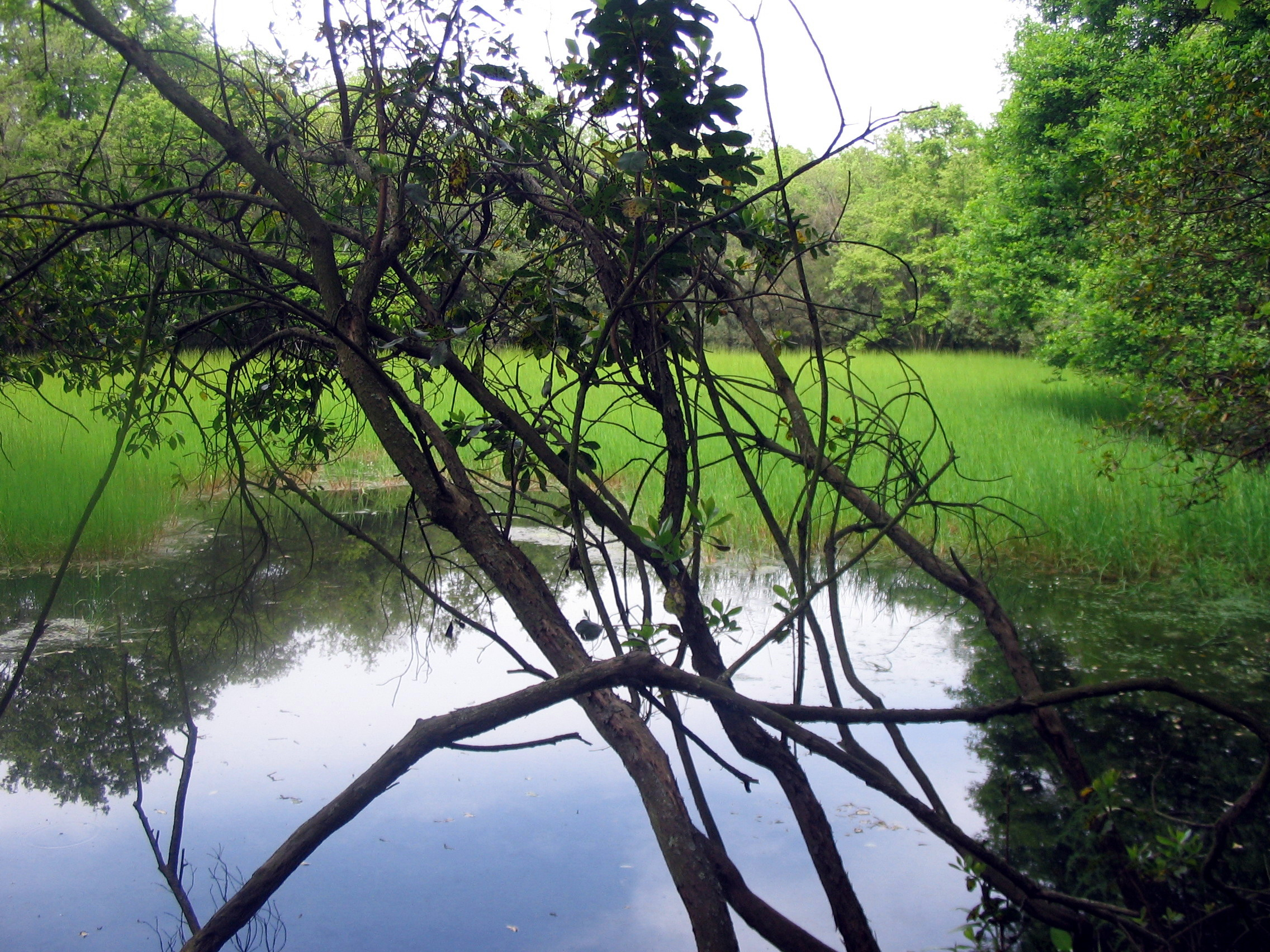
Stagno nella Riserva di Decima-Malafede

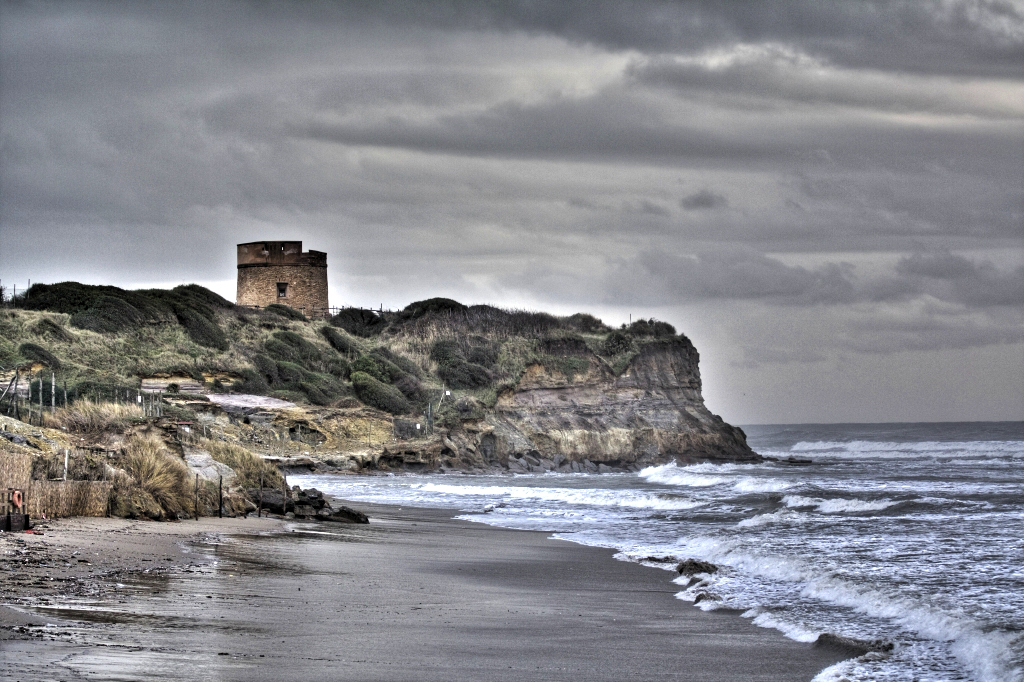
Veduta della Riserva naturale regionale Tor Caldara a Lavinio Lido di Enea dalla spiaggia.

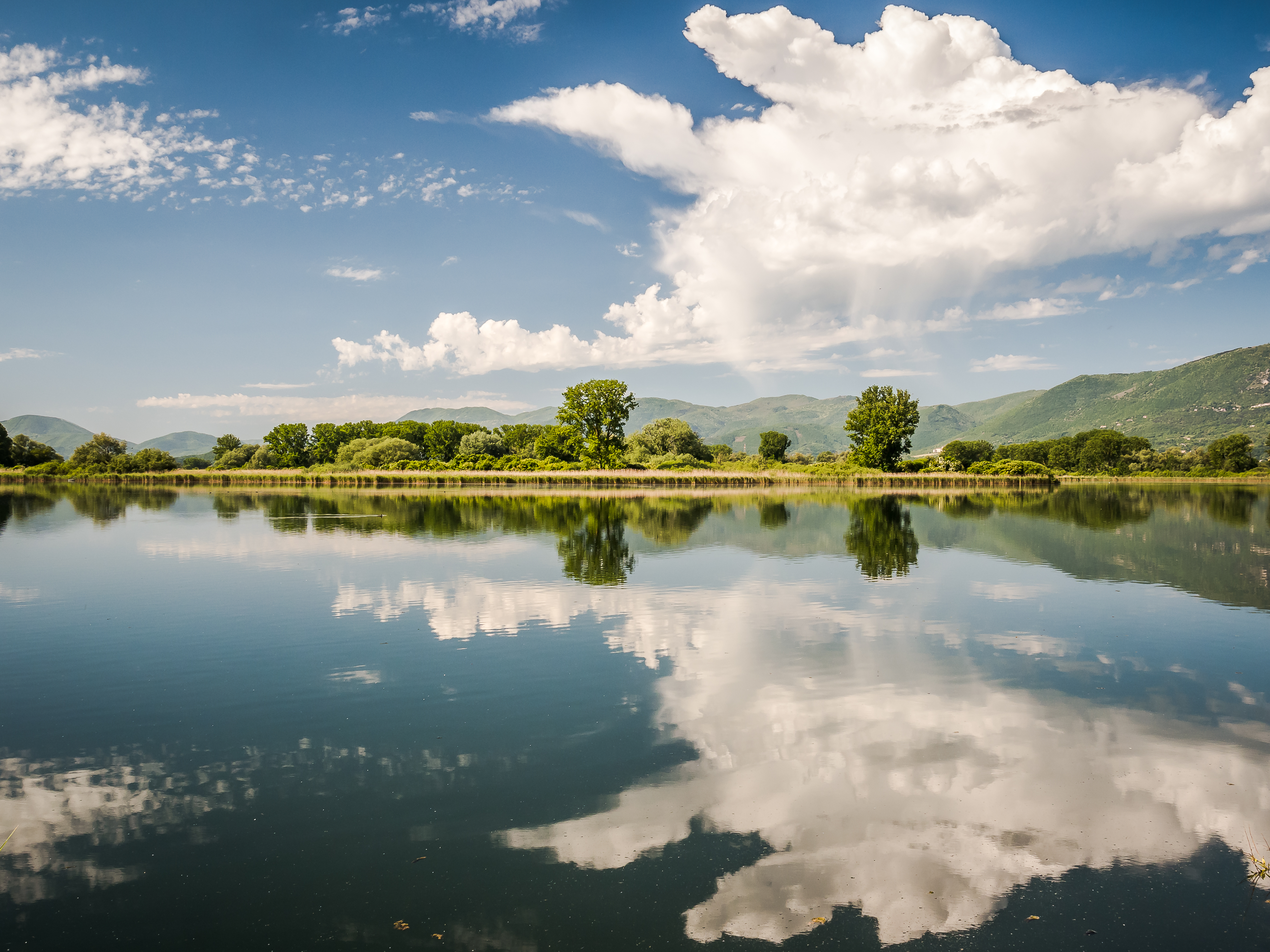
Il Lago Lungo della Riserva parziale naturale dei Laghi Lungo e Ripasottile

- Riserva naturale regionale Antiche Città di Fregellae e Fabrateria Nova e del Lago di San Giovanni Incarico in provincia di Frosinone
- Riserva naturale regionale Decima-Malafede in Citta' Metropolitana di Roma Capitale
- Riserva naturale regionale Insugherata in Citta' Metropolitana di Roma Capitale
- Riserva naturale regionale Laghi Lungo e Ripasottile in provincia di Rieti
- Riserva naturale regionale Lago di Canterno in provincia di Frosinone
- Riserva naturale regionale Lago di Posta Fibreno in provincia di Frosinone
- Riserva naturale regionale Lago di Vico in provincia di Viterbo
- Riserva naturale regionale Laurentino Acqua Acetosa in Citta' Metropolitana di Roma Capitale
- Riserva naturale regionale Macchia di Gattaceca e Macchia del Barco in Citta' Metropolitana di Roma Capitale
- Riserva naturale regionale Macchiatonda in Citta' Metropolitana di Roma Capitale
- Riserva naturale regionale Marcigliana in Citta' Metropolitana di Roma Capitale
- Riserva naturale regionale Montagne della Duchessa in provincia di Rieti
- Riserva naturale regionale Monte Catillo in Citta' Metropolitana di Roma Capitale
- Riserva naturale regionale Monte Mario in Citta' Metropolitana di Roma Capitale
- Riserva naturale regionale Monte Navegna e Monte Cervia in provincia di Rieti
- Riserva naturale regionale Monte Rufeno in provincia di Viterbo
- Riserva naturale regionale Monterano in Citta' Metropolitana di Roma Capitale
- Riserva naturale regionale Monte Soratte in Citta' Metropolitana di Roma Capitale
- Riserva naturale regionale Nomentum in Citta' Metropolitana di Roma Capitale
- Riserva naturale regionale Selva del Lamone in provincia di Viterbo
- Riserva naturale regionale Tenuta dei Massimi in Citta' Metropolitana di Roma Capitale
- Riserva naturale regionale Tenuta di Acquafredda in Citta' Metropolitana di Roma Capitale
- Riserva naturale regionale Nazzano, Tevere-Farfa in Citta' Metropolitana di Roma Capitale
- Riserva naturale regionale Tor Caldara in Citta' Metropolitana di Roma Capitale
- Riserva naturale regionale Tuscania in provincia di Viterbo
- Riserva naturale regionale Valle dei Casali in Citta' Metropolitana di Roma Capitale
- Riserva naturale regionale Valle dell'Aniene in Citta' Metropolitana di Roma Capitale
- Riserva naturale regionale Monte Casoli di Bomarzo in provincia di Viterbo
- Riserva naturale regionale Villa Borghese in Citta' Metropolitana di Roma Capitale
- Riserva naturale regionale Valle dell'Arcionello in provincia di Viterbo
- Riserva naturale regionale Sughereta di Pomezia in Citta' Metropolitana di Roma Capitale

## Aree marine protette
- Area naturale marina protetta Isole di Ventotene e Santo Stefano in provincia di Latina
- Area naturale marina protetta Secche di Tor Paterno in Citta' Metropolitana di Roma Capitale

## Monumenti naturali

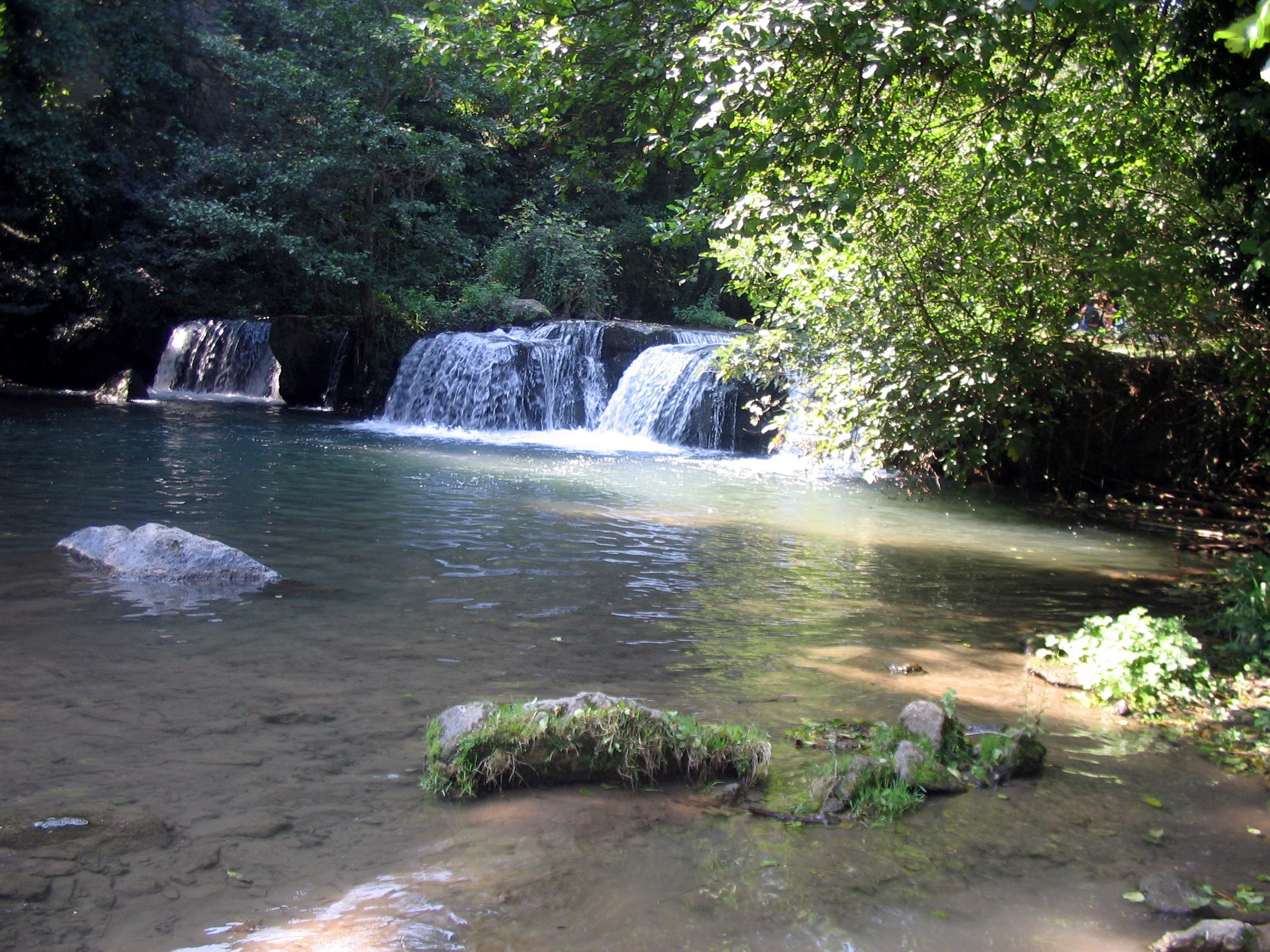
Cascate sul fiume Treja nell'area protetta della Valle del Treja

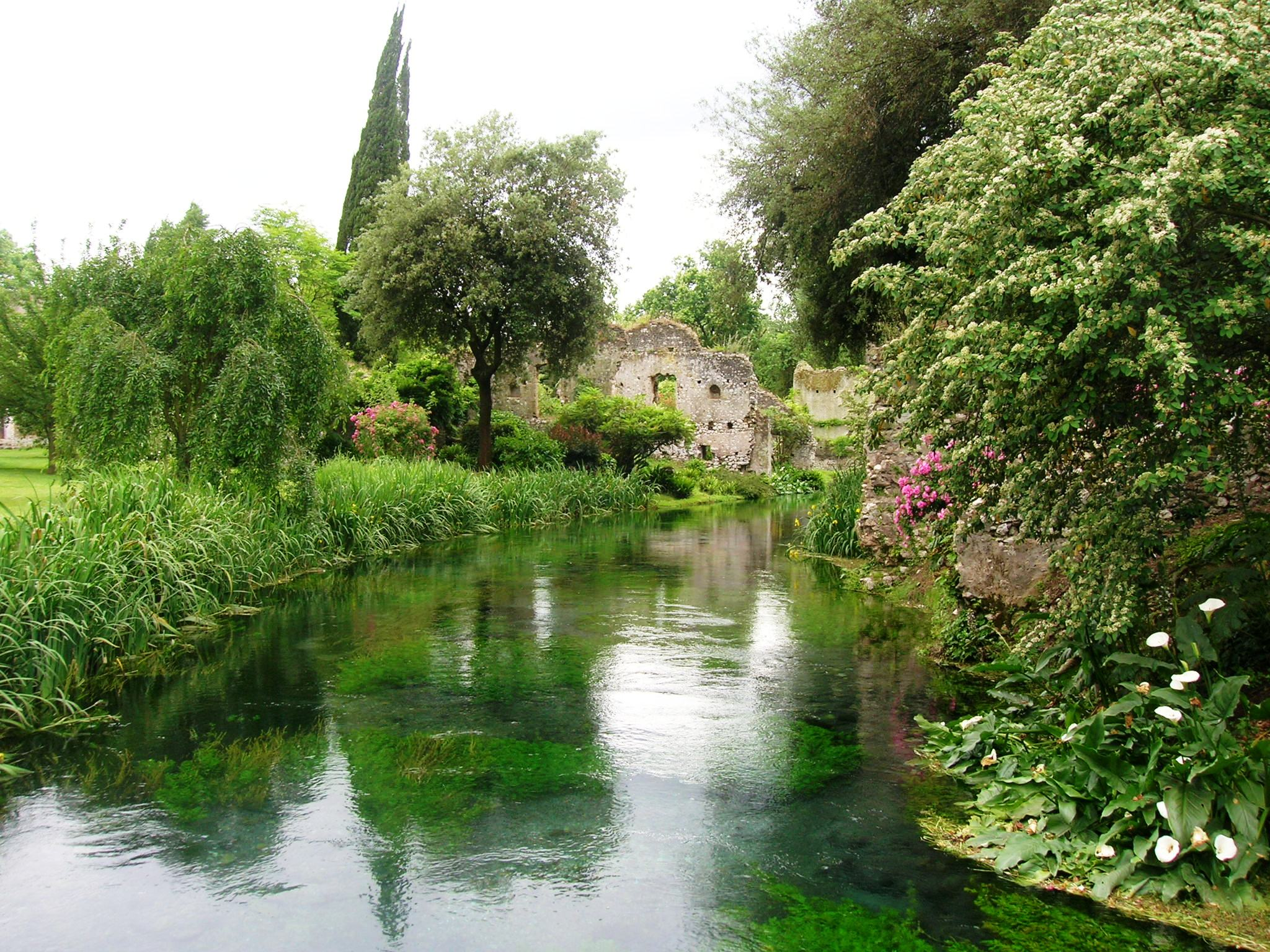
Giardino di Ninfa

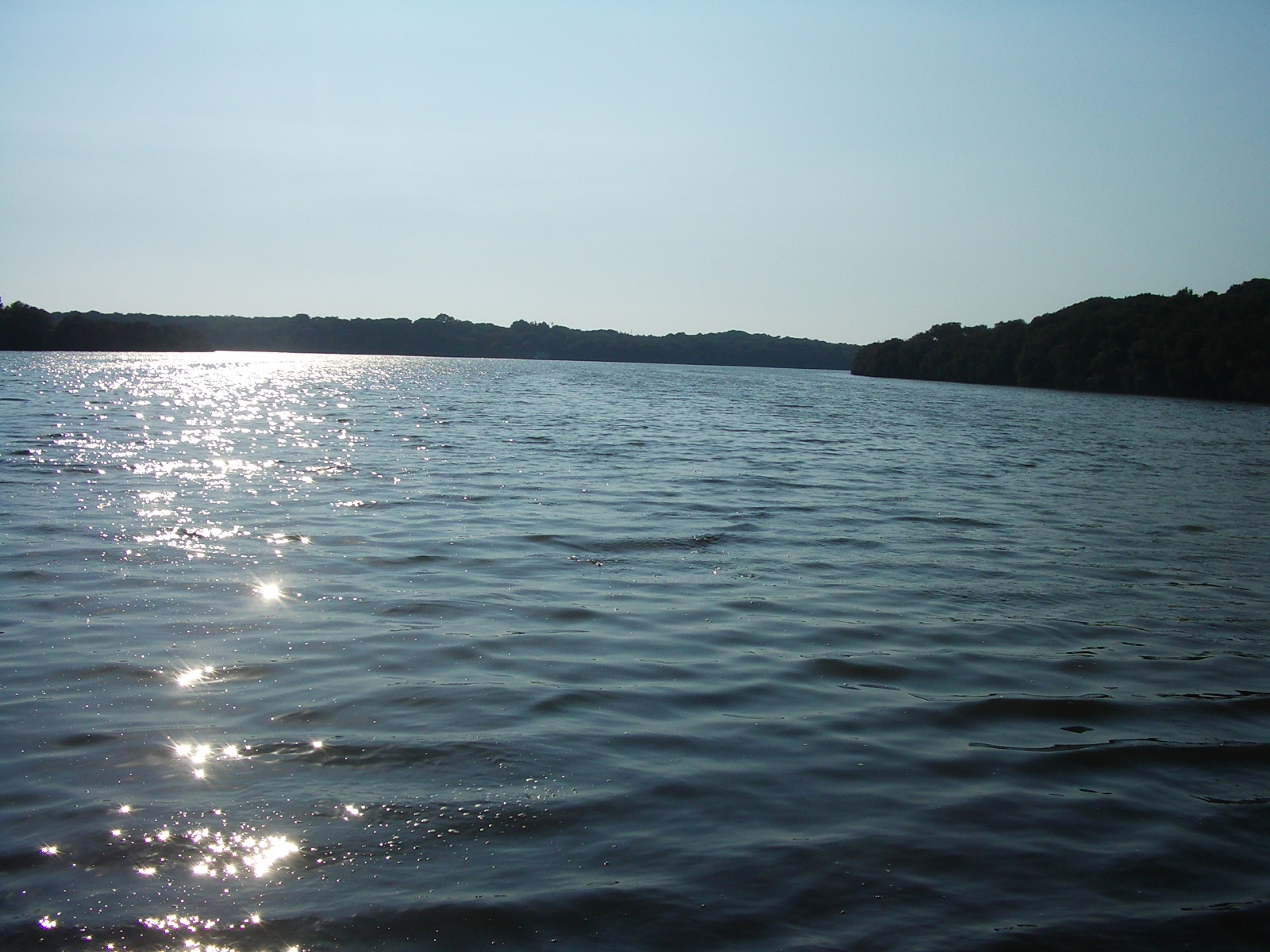
Lago di Paola

- Monumento naturale Acquaviva-Cima del Monte-Quercia del Monaco in provincia di Latina e in provincia di Frosinone
- Monumento naturale Aquinum in provincia di Frosinone
- Monumento naturale Area sorgiva di Monticchio in provincia di Latina
- Monumento naturale Area Verde Viscogliosi in provincia di Frosinone
- Monumento naturale Balza di Seppie in provincia di Viterbo
- Monumento naturale Bosco del Castello di San Martino in provincia di Latina
- Monumento naturale Bosco del Sasseto in provincia di Viterbo
- Monumento naturale Bosco Faito in provincia di Frosinone
- Monumento naturale Castagneto Prenestino in Citta' Metropolitana di Roma Capitale
- Monumento naturale Corviano in provincia di Viterbo
- Monumento naturale Faggeto di Allumiere in Citta' Metropolitana di Roma Capitale
- Monumento naturale Faggio di San Francesco in provincia di Rieti
- Monumento naturale Fiume Fibreno e Rio Carpello in provincia di Frosinone
- Monumento naturale Forre di Corchiano in provincia di Viterbo
- Monumento naturale Fosso Brivolco e superfici calcaree con impronte di dinosauri in provincia di Latina
- Monumento naturale Fosso della Cecchignola in Citta' Metropolitana di Roma Capitale
- Monumento naturale Galeria Antica in Citta' Metropolitana di Roma Capitale
- Monumento naturale Giardino di Ninfa in provincia di Latina
- Monumento naturale Gole del Farfa in provincia di Rieti
- Monumento naturale Grotte di Falvaterra e Rio Obaco in provincia di Frosinone
- Monumento naturale La Frasca in Citta' Metropolitana di Roma Capitale e in provincia di Viterbo
- Monumento naturale La Mola in provincia di Viterbo
- Monumento naturale La Selva in Citta' Metropolitana di Roma Capitale
- Monumento naturale Laghetti in località Semblera in Citta' Metropolitana di Roma Capitale
- Monumento naturale Laghetto - Parco dei Mulini in provincia di Frosinone
- Monumento naturale Lago di Fondi in provincia di Latina
- Monumento naturale Lago di Giulianello in Citta' Metropolitana di Roma Capitale e in provincia di Latina
- Monumento naturale Lago di Vulci - Torre Crognola in provincia di Viterbo
- Monumento naturale Lago ex SNIA - Viscosa in Citta' Metropolitana di Roma Capitale
- Monumento naturale Lungofibreno Tremoletto in provincia di Frosinone
- Monumento naturale Madonna della Neve in Citta' Metropolitana di Roma Capitale
- Monumento naturale Mola della Corte-Settecannelle-Capodacqua in provincia di Latina
- Monumento naturale Monte d'Argento in provincia di Latina
- Monumento naturale Monte Sammucro - Terra di Confine in provincia di Frosinone
- Monumento naturale Montecassino in provincia di Frosinone
- Monumento naturale Palude di Torre Flavia in Citta' Metropolitana di Roma Capitale
- Monumento naturale Parco della Cellulosa in Citta' Metropolitana di Roma Capitale
- Monumento naturale Pian Sant'Angelo in provincia di Viterbo
- Monumento naturale Ponte dei Picari in Citta' Metropolitana di Roma Capitale
- Monumento naturale Promontorio Villa di Tiberio e Costa Torre Capovento - Punta Cetarola in provincia di Latina
- Monumento naturale Pyrgi in Citta' Metropolitana di Roma Capitale
- Monumento naturale Quarto degli Ebrei e Tenuta di Mazzalupettoin Citta' Metropolitana di Roma Capitale
- Monumento naturale Rocca Sorella - Castello di San Casto in provincia di Frosinone
- Monumento naturale San Cataldo e Marmo rosso di Cottanello in provincia di Rieti
- Monumento naturale Scogliera cretacica fossile di Rocca di Cave in Citta' Metropolitana di Roma Capitale
- Monumento naturale Selva di Paliano e Mola di Piscoli in provincia di Frosinone
- Monumento naturale Tempio di Giove Anxur in provincia di Latina
- Monumento naturale Torrecchia Vecchia in provincia di Latina
- Monumento naturale Torrente Rioscuro in Citta' Metropolitana di Roma Capitale
- Monumento naturale Valle delle Cannuccete in Citta' Metropolitana di Roma Capitale
- Monumento naturale Valle S. Angelo a Morolo (FR) in provincia di Frosinone
- Monumento naturale Valloni della Via Francigena in provincia di Viterbo
- Monumento naturale Villa Clementi e Fonte di Santo Stefano in Citta' Metropolitana di Roma Capitale
- Monumento naturale Zona Umida Le Rosce - Mola tra le Vene in provincia di Rieti

## Altre aree naturali
- Faggeta vetusta depressa di Monte Raschio, sito UNESCO Patrimonio dell'umanità in provincia di Viterbo
- Faggeta Monte Cimino, sito UNESCO patrimonio dell'umanità in provincia di Viterbo
- Oasi di Vulci, in provincia di Viterbo
- Oasi blu di Gianola, in provincia di Latina
- Oasi blu di Monte Orlando in provincia Latina
- Oasi blu Villa di Tiberio in provincia Latina
- Oasi di Macchiagrande in provincia di Roma
- Oasi LIPU Castel di Guido, nel comune di Roma, ma non inclusa nell'EUAP
- Riserva naturale Lestra della Coscia  in provincia di Latina
- Riserva naturale Pantani dell'Inferno  in provincia di Latina
- Riserva naturale Piscina della Gattuccia  in provincia di Latina
- Riserva naturale Piscina delle Bagnature  in provincia di Latina
- Riserva naturale Rovine di Circe  in provincia di Latina
- Parco urbano Monte Orlando, in provincia di Latina
- Parco suburbano Valle del Treja in provincia di Viterbo e Roma
- Monumento naturale Caldara di Manziana in provincia di Roma
- Monumento naturale Campo Soriano, in provincia di Latina
- Parco naturale regionale Riviera di Ulisse in provincia di Latina
- Riserva naturale statale Foresta demaniale del Circeo  in provincia di Latina

## Zone umide
- Lago dei Monaci e territori limitrofi, in provincia di Latina
- Lago di Caprolace, in provincia di Latina
- Lago di Fogliano e territori limitrofi, in provincia di Latina
- Lago di Paola e territori limitrofi, in provincia di Latina
- Lago di Nazzano, in provincia di Roma
- Parco urbano Pineta di Castel Fusano, in provincia di Roma